# Подлесный (Венёвский район)
Подлесный — посёлок в Венёвском районе Тульской области России.
В рамках административно-территориального устройства входит в Кукуйский сельский округ Венёвского района, в рамках организации местного самоуправления включается в Грицовское сельское поселение.

## География
Расположен в 28 км к востоку от Тулы и в 28 км к юго-западу от райцентра, города Венёв.

## Население
| 2010 |
| ---- |
| 6    |

## История
В 1962 г. указом Президиума Верховного Совета РСФСР посёлок Сталинский переименован в посёлок Подлесный.